# Vale das Fontes
Vale das Fontes is een plaats (freguesia) in de Portugese gemeente Vinhais en telt 430 inwoners (2001).

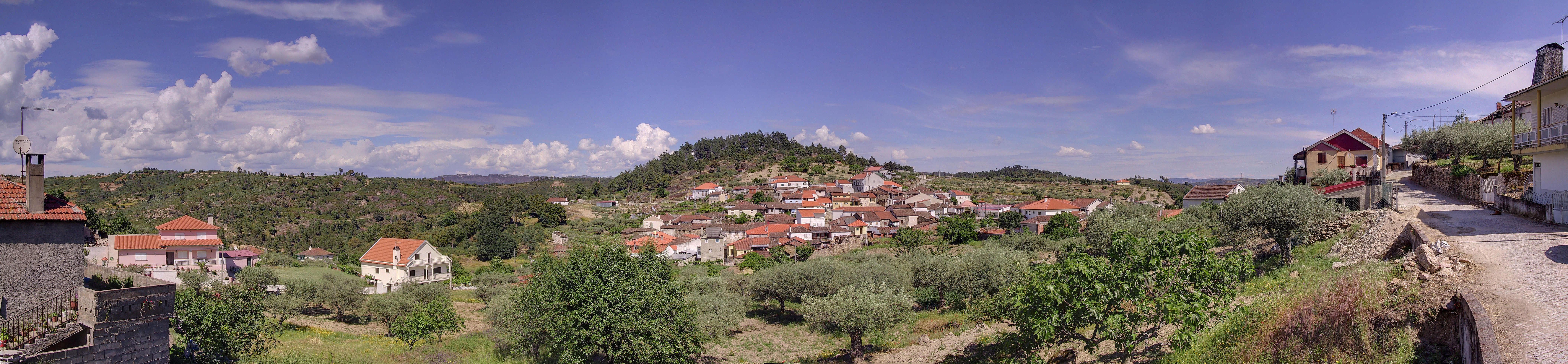
Panorama Vale das Fontes